# Metehara
Metehara est une ville d'Éthiopie, située dans la zone Misraq Shewa de la région Oromia, aux abords du lac Beseka. Elle se trouve à 8° 54′ N, 39° 55′ E et à 947 mètres d'altitude.